# آزاد (فیلم ۲۰۲۵)
آزاد، فیلم هندی درام اکشن تاریخی هندی-زبان است که در سال ۲۰۲۵ اکران شد، کارگردانی فیلم را آبیشک کاپور بر عهده داشت و تهیه‌کننده آن رونی اسکروالا و پراگیا کاپور بودند. بازیگران اصلی فیلم اجی دیوگن و دیانا پنتی به همراه تازه بازیگران آمان دوگان (Aaman Devgan) و راشا تادانی هستند.
فیلم آزاد در روز ۱۷ ژانویه ۲۰۲۵ در سینما اکران شد و با واکنش‌های گوناگون منتقدان مواجه شد که نظرات منفی در آنها بیشتر بود و این فیلم به یک بمب گیشه تبدیل شد.